# Canton de Venarey-les-Laumes
Le canton de Venarey-Les Laumes était une division administrative française située dans le département de la Côte-d'Or et la région Bourgogne-Franche-Comté.

## Géographie
Ce canton était organisé autour de Venarey-Les Laumes dans l'arrondissement de Montbard. Son altitude variait de 222 m (Grignon) à 537 m (Verrey-sous-Salmaise) pour une altitude moyenne de 352 m.

## Histoire
Le canton de Venarey-les-Laumes s'appelait canton de Flavigny-sur-Ozerain jusqu'en 1910 (décret du 27 mars 1910).

## Représentation

### Conseillers généraux de 1833 à 2015
| Période | Période      | Identité                                                 | Étiquette              | Qualité |
| ------- | ------------ | -------------------------------------------------------- | ---------------------- | --- |
| 1833    | 1870         | Etienne Benoist-Larché                                   |                        | Conseiller à la Cour royale puis impériale de Dijon                                                                                   |
| 1870    | 1880         | Joseph Benoist-Larché (1828-1911, fils du précédent)     | Droite                 | Avocat général à la Cour de Paris, propriétaire à Munois, Darcey                                                                      |
| 1880    | 1886         | Anatole Hugot                                            | Républicain            | Négociant Maire de Montbard (1871-1873) Député (1876-1885) Sénateur (1885-1907)                                                       |
| 1886    | 1904         | Ernest Benoist d'Anthenay (1857-1939, fils de J.Benoist) | Républicain (Droite)   | Avocat à Paris, propriétaire à Munois, Darcey                                                                                         |
| 1904    | 1934 (décès) | Emile Ligeron (1864-1934)                                | Rad.ind.               | Vétérinaire à Alise-Sainte-Reine |
| 1934    | 1940         | André Mongeard                                           | PRS                    | Agriculteur Maire de Pouillenay, conseiller d'arrondissement                                                                          |
|         |              |                                                          |                        | |
| 1945    | 1970         | Henri Troussard (1907-2009)                              | RI                     | Vétérinaire à Venarey-les-Laumes, ancien conseiller d'arrondissement                                                                  |
| 1970    | 2001         | Pierre Rebourg                                           | Rad. puis MRG puis PRG | Cheminot Maire de Venarey-Les Laumes de 1971 à 1995 Conseiller régional                                                               |
| 2001    | 2015         | Patrick Molinoz                                          | PRG                    | Cadre du secteur privé Maire de Venarey-Les Laumes depuis 2001 Président de la Communauté de communes du Pays d'Alésia et de la Seine |

### Conseillers d'arrondissement (de 1833 à 1940)
Le canton de Flavigny (Venarey) avait deux conseillers d'arrondissement, sauf de 1907 à 1919.
| Période                                  | Période          | Identité                     | Étiquette               | Qualité |
| ---------------------------------------- | ---------------- | ---------------------------- | ----------------------- | --- |
| 1833                                     | 1842             | Étienne Capitain             |                         | Marchand de laine, conseiller municipal de Frôlois                                                          |
| 1833                                     | 1852             | Charles Petit                |                         | Notaire, juge de paix, maire de Flavigny-sur-Ozerain                                                        |
| 1842                                     | 1848             | Jean-Marie Guéneau           |                         | Docteur en médecine à Alise-Sainte-Reine                                                                    |
| 1848                                     | 1871             | Auguste Blandin              |                         | Maire de Frôlois                                                                                            |
| 1852                                     | 1864             | Jean-Marie Guéneau           |                         | Docteur en médecine à Alise-Sainte-Reine                                                                    |
| 1864                                     | 1870             | Victor Guy Beleurgey         |                         | Avoué à Semur-en-Auxois                                                                                     |
| 1870                                     | 1895             | Paul Sordoillet              | Droite                  | Notaire, maire d'Alise-Sainte-Reine En fuite depuis 1893 en laissant un passif d'un million de francs       |
| 1871                                     | 1880             | Édouard Blandin              |                         | Avocat à Semur-en-Auxois                                                                                    |
| 1880                                     | 1892             | Léon Sirot                   | Républicain             | Docteur en médecine à Flavigny-sur-Ozerain                                                                  |
| 1892                                     | 1895             | Paul Arbey                   | Droite                  | Notaire, propriétaire à Semur-en-Auxois                                                                     |
| 1895                                     | 1901             | Alfred Gimelet               | Républicain             | Propriétaire à Bussy-le-Grand                                                                               |
| 1895                                     | 1901             | Édouard Gallet               | Républicain             | Propriétaire aux Laumes                                                                                     |
| 1901                                     | 1904             | Émile Ligeron                | Radical                 | Vétérinaire à Alise-Sainte-Reine                                                                            |
| 1901                                     | 1929 (décès)     | Charles Guédeney (1866-1929) | Républicain             | Médecin, maire d'Alise-Sainte-Reine                                                                         |
| 1904                                     | 1907             | Désiré Voizot-Meurgey        | Républicain             | Industriel, maire de Venarey                                                                                |
| 1919                                     | 1931             | Paul Galimard                |                         | Médecin à Flavigny-sur-Ozerain                                                                              |
| 1929                                     | 1934             | André Mongeard (1886-1967)   | SFIO dissident          | Cultivateur et négociant en bestiaux, maire de Pouillenay                                                   |
| 1931                                     | 1937             | Gustave Nocquard             |                         | Agriculteur, maire de Darcey                                                                                |
| 2 déc. 1934                              | oct.1935 (décès) | Armand Brenot                | Républicain indépendant | Industriel limonadier, maire des Laumes                                                                     |
| 1er déc. 1935                            | 1937             | Pierre Fourcault             | Conc.rép                | Ancien Inspecteur divisionnaire à la Compagnie PLM, maire d'Alise-Sainte-Reine                              |
| 1937                                     | 1940             | Gaston Hardy (1888-1941)     | SFIO                    | Mécanicien de route au chemin de fer, maire de Venarey (1933-1935 et 1939-1940)                             |
| 1937                                     | 1940             | Henri Troussard              | Union nationale         | Vétérinaire à Venarey                                                                                       |
| 1940                                     |                  |                              |                         | Les conseils d'arrondissement ont été suspendus par la loi du 12 octobre 1940 et n'ont jamais été réactivés |
| Les données manquantes sont à compléter. |                  |                              |                         | |

## Composition
Le canton de Venarey-Les Laumes regroupait 23 communes :
| Communes              | Population (2012) | Code postal | Code Insee |
| --------------------- | ----------------- | ----------- | ---------- |
| Alise-Sainte-Reine    | 674               | 21150       | 21008      |
| Boux-sous-Salmaise    | 149               | 21690       | 21098      |
| Bussy-le-Grand        | 267               | 21150       | 21122      |
| Charencey             | 32                | 21690       | 21144      |
| Corpoyer-la-Chapelle  | 26                | 21150       | 21197      |
| Darcey                | 301               | 21150       | 21226      |
| Flavigny-sur-Ozerain  | 341               | 21150       | 21271      |
| Frôlois               | 190               | 21150       | 21288      |
| Gissey-sous-Flavigny  | 100               | 21150       | 21299      |
| Grésigny-Sainte-Reine | 153               | 21150       | 21307      |
| Grignon               | 246               | 21150       | 21308      |
| Hauteroche            | 83                | 21150       | 21314      |
| Jailly-les-Moulins    | 103               | 21150       | 21321      |
| Marigny-le-Cahouët    | 288               | 21150       | 21386      |
| Ménétreux-le-Pitois   | 426               | 21150       | 21404      |
| Mussy-la-Fosse        | 87                | 21150       | 21448      |
| Pouillenay            | 538               | 21150       | 21500      |
| La Roche-Vanneau      | 142               | 21150       | 21528      |
| Salmaise              | 136               | 21690       | 21580      |
| Source-Seine          | 56                | 21690       | 21551      |
| Thenissey             | 115               | 21150       | 21627      |
| Venarey-Les Laumes    | 3 274             | 21150       | 21663      |
| Verrey-sous-Salmaise  | 310               | 21690       | 21670      |

## Démographie
| 1962  | 1968  | 1975  | 1982  | 1990  | 1999  | 2006  | 2011  | 2012  |
| ----- | ----- | ----- | ----- | ----- | ----- | ----- | ----- | ----- |
| 9 520 | 9 326 | 8 624 | 8 561 | 8 537 | 8 037 | 7 777 | 7 678 | 7 687 |